# Christmas Present (Cluster)
Christmas Present è il terzo album in studio del gruppo musicale italiano Cluster, pubblicato il 24 novembre 2009 dalla ClusterVocal.

## Tracce
1. Deck The Hall / Santa Is Coming To Town
2. Silent Night
3. Sleigh Ride
4. My Christmas Tree
5. Jingle Bells
6. Away In a Manger
7. Christmas Present
8. Have Yourself a Merry Little Christmas
9. Adeste Fideles (feat. James Cannon)
10. I'll Be Home For Christmas

## Versione 2010
Il 23 novembre 2010 è stato pubblicato il rifacimento dell'album autoprodotto, prodotto sempre dalla ClusterVocal. Si tratta di un album comprendente 14 brani tra cui anche alcune collaborazioni..